# Khenāmān
Khenāmān (persiska: خنامان) är en ort i Iran.   Den ligger i provinsen Kerman, i den centrala delen av landet, 800 km sydost om huvudstaden Teheran. Khenāmān ligger 1 964 meter över havet och antalet invånare är 441.
Terrängen runt Khenāmān är huvudsakligen kuperad, men åt sydväst är den platt.Runt Khenāmān är det ganska glesbefolkat, med 42 invånare per kvadratkilometer. Khenāmān är det största samhället i trakten. Trakten runt Khenāmān är ofruktbar med lite eller ingen växtlighet.